# La Chambre bleue (Valadon)
Pour les articles homonymes, voir La Chambre bleue.
La Chambre bleue est un tableau réalisé en 1923 par la peintre française Suzanne Valadon. Partie des collections du musée national d'Art moderne, à Paris, l'œuvre se trouve en dépôt au musée des Beaux-Arts de Limoges, à Limoges, depuis le 5 octobre 1999.

## Description
L'œuvre, une huile sur toile, représente au premier plan une jeune femme blanche, aux cheveux bruns noués en arrière étendue dans une chambre à coucher à la literie bleue et aux motifs floraux blancs. Elle est vêtue d’un débardeur rose et d’un ample pantalon d’intérieur blanc aux rayures vertes. Pieds nus, elle fume une cigarette, le regard dans le vague. Sa posture est décontractée et nonchalante. Deux livres, un jaune et un rouge, sont posés à ses pieds. L'arrière-plan est composé d’un mur aux motifs abstraits, presque orientaux, et est encadré par les drapés bleus de la literie.
Les couleurs employées dans l’œuvre permettent un fort contraste entre le sujet et son environnement. La literie, d'un camaïeu de bleu aux motifs floraux blancs, fait ressortir la modèle qui occupe le centre du tableau.